# David Eccles
David McAdam Eccles (ur. 18 września 1904, zm. 24 lutego 1999) – brytyjski polityk, członek Partii Konserwatywnej, minister w rządach Winstona Churchilla, Anthony’ego Edena, Harolda Macmillana i Edwarda Heatha.

## Życiorys
Wykształcenie odebrał w Winchester College oraz w New College na Uniwersytecie Oksfordzkim. Następnie pracował w Central Mining Corporation w Londynie Johannesburgu. Podczas II wojny światowej pracował w latach 1939–1940 w ministerstwie ekonomii wojennej, a w latach 1942–1943 w ministerstwie produkcji. W latach 1940–1942 był doradcą ekonomicznym brytyjskich ambasad w Lizbonie i Madrycie.
W 1943 r. został wybrany do Izby Gmin w wyborach uzupełniających w okręgu Chippenham. W 1951 r. został ministrem robót (na tym stanowisku brał udział w przygotowaniach do koronacji królowej Elżbiety II w 1953 r.). W 1954 r. został członkiem gabinetu jako minister edukacji. W latach 1957–1959 był przewodniczącym Zarządu Handlu, a następnie do 1962 r. ponownie stał na czele resortu edukacji.
Eccles został w 1953 r. odznaczony Krzyżem Komandorskim Królewskiego Orderu Wiktoriańskiego. W 1962 r. został kreowany 1. baron Eccles i zasiadł w Izbie Lordów. W 1964 r. jego tytuł podniesiono do rangi wicehrabiego. W 1970 r. otrzymał stanowiska Paymaster-General oraz ministra sztuki, jednak bez prawa zasiadania w gabinecie. Lord Eccles pozostał na tych stanowiskach do 1973 r. W 1984 r. otrzymał Order Kawalerów Honorowych. Zmarł w 1999 r.

## Życie prywatne
Był dwukrotnie żonaty. Jego pierwszą żoną została 1 października 1929 r. Sybil Frances Dawson (1904–1977), córka Bernarda Dawsona, 1. wicehrabiego Dawson of Penn, i Minnie Yarrow, córki sir Alfreda Yarrowa, 1. baroneta. David i Sybil mieli razem dwóch synów i córkę:
- Selina Eccles, żona George’a Petty-Fitzmaurice’a, 8. markiza Lansdowne
- Simon Dawson Eccles
- John Dawson Eccles (ur. 1931), 2. wicehrabia Eccles

26 września 1984 r. poślubił Mary Morley Crapo Hyde (1912–2003). Nie miał z nią dzieci.